# Momisis melanura
Momisis melanura là một loài bọ cánh cứng trong họ Cerambycidae.